# Ermita del Santo Cristo de San Sebastián (Coruña del Conde)
En la ermita del Santo Cristo de San Sebastián situada en el municipio de Coruña del Conde (Provincia de Burgos, comunidad autónoma de Castilla y León, España), por su traza, sobre todo por su ábside cuadrangular, se puede adivinar el origen visigótico de la construcción. Existe constancia de una primitiva advocación a la Virgen María. 
Dicho edificio seguramente fue destruido por los árabes y se reconstruyó posteriormente en estilo prerrománico con reminiscencias bizantinas. 
Destaca su sencilla portada, las arquerías ciegas en el ábside, los canecillos y los numerosos sillares con relieves romanos provenientes de Clunia, algunos de ellos con notables símbolos paganos como un cuerno de la abundancia.

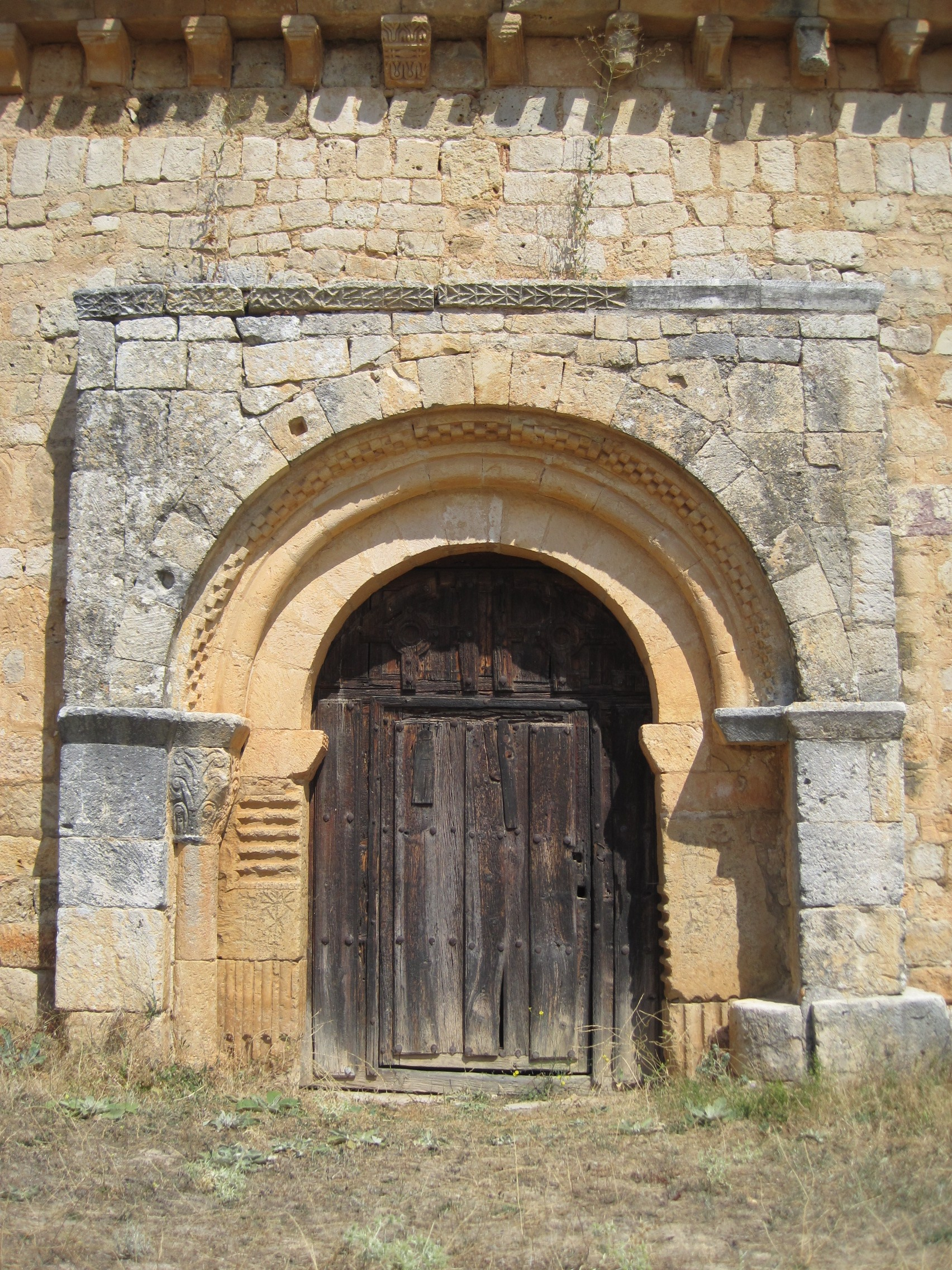
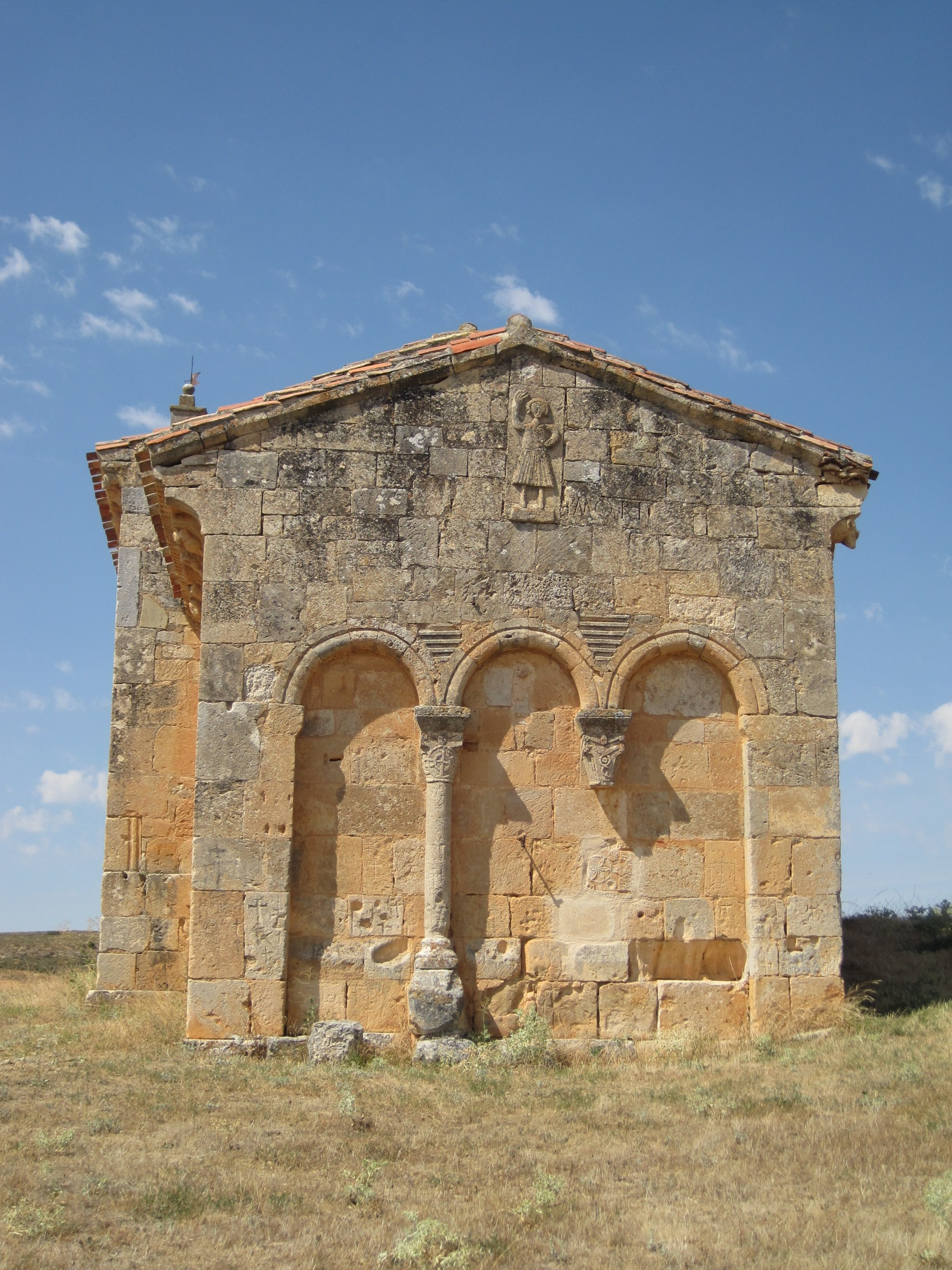
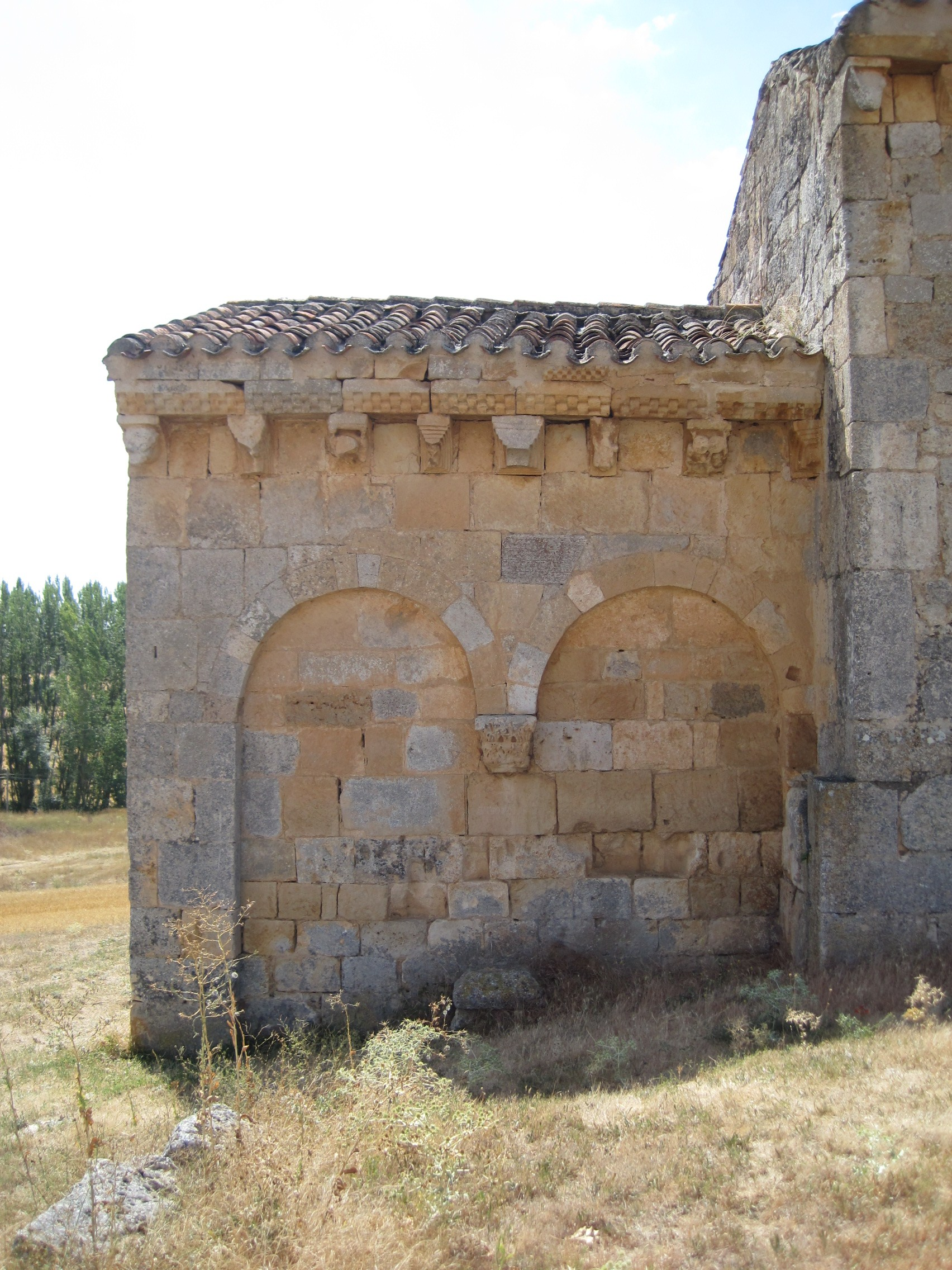